# 범어고등학교
범어고등학교(凡魚高等學校)는 대한민국 경상남도 양산시 물금읍 범어리에 있는 공립 고등학교이다.

## 학교 연혁
- 2010년 12월 30일 : 범어고등학교 설립 인가
- 2011년 3월 1일 : 개교 및 초대 정용옥 교장 취임
- 2011년 3월 4일 : 제1회 입학식(10학급 361명)
- 2017년 12월 29일 : 제5회 졸업장 수여식 (375명, 누계 1,651명)
- 2018년 12월 28일 : 제6회 졸업식(10학급 371명)
- 2019년 3월 4일 : 제9회 입학식(10학급 337명)
- 2023년 3월 1일 : 제6대 최양희 교장 취임

## 참고 자료
- 범어고등학교 - 한국교육학술정보원 학교알리미